# ديفيد جيمسون
ديفيد جيمسون هو سياسي أمريكي، ولد في 1723 في مقاطعة إيسكس في الولايات المتحدة، وتوفي في 10 يوليو 1793. انتخب حاكم فرجينيا ‏ (22 نوفمبر 1781 – 1 ديسمبر 1781) وانتخب عضو مجلس ولاية فرجينيا ‏.